# 盛度
盛度（968年—1041年），字公量，先世居应天府（今河南省商丘市），后移居杭州余杭县（今浙江省杭州市西）。北宋政治人物、学者、地理学家。
曾祖盛珰曾为吴越国余杭县令。父亲盛豫随钱俶归附宋朝，官至尚书度支郎中。盛度在宋太宗端拱二年（989年）中进士。补济阴尉，历任封丘主簿、府仓曹参军、光禄寺丞、御史台推勘官、秘书省秘书郎、试学士院、直史馆、三司户部判官、尚书屯田员外郎等职。宋真宗景德元年（1004年）契丹大举南下，宋辽交战，盛度随从宋真宗到大名府，多次上疏论边事。奉使陕西，实地观察，周览疆域，参阅汉、唐图籍，绘成《西域图》献上，改任开封府判官，因为决狱失实，被降为监洪州税。起知建昌军，擢升为起居舍人，知制诰。又绘酒泉郡、张掖郡等五郡东南山川、道路、壁垒形势为《河西陇右图》。宋真宗称赞其博学。盛度担任右谏议大夫、权知开封府。因病没有就任，改为会灵观判官，入翰林为学士，加史馆修撰。转任兵部郎中、景灵宫副使。寇准罢相，盛度结交宦官周怀政，改知光州，再贬和州团练副使。宋仁宗天圣初年，起知筠州，再为翰林学士，知审刑院。转任给事中。景祐二年（1035年）拜参知政事。景祐四年（1037年）知枢密院事。后因事罢职，出知扬州、应天府。庆历元年（1041年）盛度卒，年七十四岁。赠太子太保，谥文肃。参与编修《文苑英华》、《续通典》。

## 延伸阅读
[在维基数据编辑]
 《宋史·卷292》，出自脱脱《宋史》